# Артюшкіно (Воронезька область)
Артюшкіно (рос. Артюшкино) — село в Аннинському районі Воронезької області Російської Федерації.
Населення становить 500 осіб (2018). Входить до складу муніципального утворення Артюшкинське сільське поселення.

## Історія
Населений пункт розташований у історичному регіоні Чорнозем'я. 
За даними на 1859 рік у державному селі Артюшкіно (Новонікольське) Новохоперського повіту Воронізької губернії мешкало 453 особи (241 чоловік та 212 жінок), налічувалось 214 дворових господарств, діяла православна церква, відбувались2 ярмарки на рік.
Станом на 1886 рік у селі Ярковської волості Новохоперського повіту населення становило 592 особи, налічувалось 88 дворів, діяли православна церква, відбувався щорічний ярмарок.
За переписом 1897 року кількість мешканців зросла до 929 осіб (448 чоловічої статі та 481 — жіночої), з яких 929 — православної віри.
Від 1928 року належить до Аннинського району, спочатку в складі Центрально-Чорноземної області, а від 1934 року — Воронезької області.
Згідно із законом від 15 жовтня 2004 року входить до складу муніципального утворення Артюшкинське сільське поселення.

## Населення
| 2000 | 2005 | 2010 | 2012 | 2013 | 2014 | 2015 |
| ---- | ---- | ---- | ---- | ---- | ---- | ---- |
| 753  | ↘689 | ↘618 | ↘592 | ↘577 | ↘558 | ↘536 |
| 2016 | 2017 | 2018 |      |      |      |      |
| ↘520 | ↘517 | ↘500 |      |      |      |      |